# آلکساندر چوپری‌یان
آلکساندر چوپری‌یان (ارمنی: Ալեքսանդր Չուպրիյան؛ روسی: Александр Петрович Чуприян؛ زادهٔ ۲۳ مارس ۱۹۵۸) سیاست‌مدار ارمنی‌تبار اهل روسیه است. که از تاریخ ۸ سپتامبر ۲۰۲۱ تا تاریخ ۲۵ مه ۲۰۲۲  سمت کفالت وزارت وضعیت‌های اضطراری روسیه را برعهده داشت.

## زندگی‌نامه
وی ۲۳ مارس ۱۹۵۸ در اوختا به دنیا آمد و از دانشکده نظامی ستاد کل نیروهای مسلح فدراسیون روسیه فارغ‌التحصیل گشت. وی همچنین برندهٔ جوایزی همچون نشان دوستی و نشان درجه ۴ لیاقت میهن‌پرستی شده است.